# Neobisium jugorum
Neobisium jugorum es una especie de arácnido del orden Pseudoscorpionida de la familia Neobisiidae.

## Distribución geográfica
Se encuentra en Europa Central.